# جورج كامبل مونرو
جورج كامبل مونرو (بالإنجليزية: George Campbell Munro)‏ (و. 1866 – 1963 م) هو عالم نبات، وعالم طيور، وعالم حشرات من الولايات المتحدة، ونيوزيلندا، توفي في هونولولو، عن عمر يناهز 97 عاماً.